# Korte stop

Positie van de kortestop (SS).

De korte stop (Engels Shortstop, afgekort SS) is een speler in het honkbal of softbal die verdedigend de plaats inneemt tussen het tweede en derde honk. Het gaat in het algemeen om dynamische rechtshandige spelers. De positie wordt aangeduid met het nummer 6.
De voornaamste taak van de speler is om ballen die in het binnenveld komen tussen het tweede en derde honk snel op te pakken en snel naar het eerste dan wel tweede honk te werpen. In allerlei spelsituaties moet hij bovendien het tweede honk overnemen. Bij hooggeslagen ballen in het binnenveld is de korte stop degene die voorrang heeft bij het vangen.